# رامون ليموس مونيوث
رامون ليموس مونيوث هو سياسي مكسيكي، ولد في 4 أبريل 1954 في ولاية غواناخواتو في المكسيك. نشط حزبياً في حزب العمل الوطني. وقد انتخب عضو مجلس النواب المكسيك ‏.